# جیندای موجی

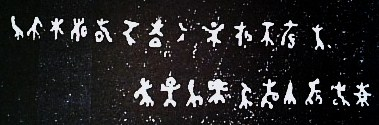
حروف هوکایدو

جیندای موجی (神代文字)، خط تصویری عصر خدایان خط جعلی هستند که ظاهراً در ژاپن باستان استفاده می‌شدند. برخی از اواسط دوره ادو ادعا کرده‌اند که چنین خط تصویری باستانی، برای مثال خط تصویری چیکوشی و خط تصویری هوکایدو در بقایای باستان‌شناسی، در کوفون و روی کوه‌ها یافت شده‌اند، اما همه "جیندای موجی"‌ها به‌طور کلی جعلی در نظر گرفته می‌شوند.